# Снайпер: Спадщина
Снайпер: Спадщина (англ. Sniper: Legacy) — бойовик 2014 року режисера Дона Майкла Пола, продовження фільмів «Снайпер», «Снайпер 2», «Снайпер 3» і «Снайпер 4: Перезавантаження». 2016 року вийшов сиквел — «Снайпер 6: Примарний стрілець».

## Сюжет
Брендон Беккет (Чад Коллінз) дізнається про загибель свого батька Томаса (Том Беренджер), вбитого американським снайпером-дезертиром. Брендон збирає команду стрільців для пошуку вбивці. Проте, він згодом дізнається, що батько живий, а самого Брендона використовує його командир (Денніс Гейсберт) для спіймання легендарного снайпера Томаса Беккета.

## У ролях
| Актор           | Роль                      |
| --------------- | ------------------------- |
| Том Беренджер   | снайпер Томас Беккет      |
| Чад Коллінз     | син Томаса Брендон Беккет |
| Мерседес Мейсон | Сана Малік                |
| Денніс Гейсберт | полковник                 |
| Яна Марінова    | сирійський снайпер Крейн  |
| Алекс Роу       | Різ                       |